# Сосна звичайна (Міжгірський район)
Сосна́ звича́йна — ботанічна пам'ятка природи місцевого значення в Україні. Розташована на території Хустського району Закарпатської області, біля північної околиці села Голятин. 
Площа 13 га. Статус присвоєно згідно з рішенням облвиконкому від 18.11.1969 року № 414 (входить до складу ботанічної пам'ятки природи загальнодержавного значення «Голятин»). Перебуває у віданні ДП «Міжгірське ЛГ» (Ізківське лісництво, кв. 9). 